# Gerbille de l'Agag
Gerbillus agag
Pour les articles homonymes, voir Agag (homonymie).
Espèce
Statut de conservation UICN

 DD  : Données insuffisantes
La Gerbille de l'Agag (Gerbillus agag ou Gerbillus (Gerbillus) agag) est une espèce qui fait partie des rongeurs. C'est une gerbille africaine de la famille des Muridés et originaire du Soudan.
Synonymes :
- Gerbillus cosensi Dollman, 1914 - une autre espèce selon ITIS[3] et Catalogue of life[4]
- Gerbillus dalloni Heim de Balsac, 1936 - une autre espèce selon UICN[5]
- Gerbillus maradius Kock, 1978